# Wackett Warrigal
O Wackett Warrigal foi um par de aeronaves, sendo a primeira o Wackett Warrigal I e a segunda o Wackett Warrigal II. Foram desenhadas pelo Squadron Leader Lawrence James Wackett e construído na Secção Experimental da Real Força Aérea Australiana em Randwick, Nova Gales do Sul, durante os anos 20. Ambas eram aviões monomotor, biplanos e bilugar, com uma construção composta por madeira e metal. O Warrigal I foi a primeira aeronave desenhada e construída na Austrália para uma especificação oficial da RAAF. A sua missão seria a de cumprir serviço na instrução de pilotagem.